# Daru (miasto)
Daru – miasto w Papui-Nowej Gwinei, ośrodek administracyjny Prowincji Zachodniej. Miasto położone jest na niewielkiej wyspie u południowego wybrzeża Nowej Gwinei w Cieśninie Torresa. Ludność: 15,1 tys. (spis ludności z 2011).
Daru to jeden z ważniejszych portów morskich Papui-Nowej Gwinei na południowym wybrzeżu.